# 赵文华 (明朝)
赵文华（1503年—1557年），字元質，一字原實，號梅村、甬江，浙江慈溪人，明朝政治人物。嘉靖初年進士，官至工部尚書。

## 生平
嘉靖元年（1522年）浙江乡试第四名举人，嘉靖八年（1529年）中式己丑科会试第二百十一名，二甲八十八名進士，授官刑部主事，官員考察，左遷東平州同知。趙文華中進士前，曾在國子監，得到時任祭酒的嚴嵩賞識。後嚴嵩權勢日重，與其結為父子，并安插其任通政使。歷官工部右侍郎。
嘉靖年间，倭寇作亂，趙文華上疏獻計。此後，下欺將士，上進讒言，打击异己，大肆搜刮，总督张经等被冤殺，倭患日益嚴重，文華向朝廷謊報軍功，竟升工部尚書，加太子太保。不久，以右副都御史總督江南、浙江軍務，清剿倭寇。趙文華本不懂军事，依仗胡宗憲。宗憲剿滅徐海，俘獲陳東，趙文華以大捷上報，歸功於上玄，明世宗大喜，祭告郊廟社稷，加文華爲少保，并廕子錦衣千戶。
趙文華身居高官，逐漸驕橫，對中官及嚴嵩不若從前。世宗派使者賞賜，文華酒醉，跪拜不拘禮數，世宗不滿。西苑建造樓閣，工期延遲。一日，世宗登楼远眺，见西長安街有房屋壯觀，便問是誰家宅第，左右趁機進言，稱是趙文華私宅，且舉報他偷窃皇宫建材，世宗更怒。正逢三大殿火災，世宗欲修正陽門，催促甚急。趙文華，世宗準備將其撤職，詔諭嚴嵩，稱「文華似不如昔。」嵩猶尚不知世宗本意，還爲文華辯解，稱文華因南征得病，應增加侍郎一人專門監督大型工程。世宗同意。文華於是上疏稱病請假，世宗批示：「大工方興，司空是職。文華既有疾，可回籍休養。」舉朝聞訊相賀。
文華雖然去職，世宗意猶未盡，且言官無人上疏彈劾，世宗無處洩憤。恰逢其蔭子錦衣千戶趙懌思，於齋祀停進封章之日請假送父，說是送父啟程，無非望世宗再行留他。世宗大怒，借此斥文華意存嘗試，目無君上，黜為民，其子顧家忘國，遣戍邊衛。且遷怒禮科，將都給事中謝江以下六人廷杖削籍。文華此時已病重，史載其“及遭譴臥舟中，意邑邑不自聊，一夕手捫其腹，腹裂，臟腑出，遂死。”
此後，給事中羅嘉賓等查核軍餉，發現文華貪污以十萬四千計。朝廷降詔罰沒其家資，但直到萬曆十一年（1583年），尚未還清半數。明神宗便將其子慎思遣戍煙瘴之地，清廷列趙文華入《明史·奸臣傳》。

## 著作
趙文華有文才，著作收入《文華全集》。嘉靖二十六年（1547年）曾應邀纂《嘉興府圖記》。另有《世敬堂集》，《衹役紀略》等。

## 佚事
《萬曆野獲編》載，趙文華任郎中時，因侵佔廟產被和尚痛毆。當地士人做順口溜諷刺道：「書中自有黃金屋，趙主事被和尚打得哭。」

## 家族
曾祖趙增。祖父趙廣宗。父趙孟。母陳氏。具庆下。兄趙宋、趙文光。